# Linda Chellakh
Linda Chellakh (ur. 1976) – algierska lekkoatletka.

## Rekordy życiowe
- skok wzwyż – 1,75 (1994 & 1995)
- siedmiobój lekkoatletyczny – 5223 (1995)
- skok o tyczce (hala) – 2,50 (22 stycznia 1995, Grenoble) były rekord Algierii